# Irineu Tafunea
Irineu Tafunea, pe numele laic Serghei Tafunea, (în rusă Ириней Тафуня; n. 30 mai 1971, Vărvăreuca, raionul Florești, RSS Moldovenească, URSS) este un episcop al Bisericii Ortodoxe Ruse, din 2011 episcop de Orsk și Gai (Eparhia de Orsk). Este autor al lucrărilor consacrate istoriei Bisericii Ortodoxe din Moldova, Seminarului Teologic din Chișinău, mitropolitului Arsenie Stadnițchi.

## Biografie
S-a născut în satul Vărvăreuca din raionul Florești, RSS Moldovenească (actualmente R. Moldova). În 1986 a absolvit școala din Vărvăreuca, după care a urmat o școală profesională timp de trei ani. În anii 1989-1991 a îndeplinit serviciul militar în Armata Sovietică. După aceea, a devenit citeț la Mănăstirea Noul Neamț din Chițcani. În perioada 1992-1993 a studiat la Seminarul Teologic din Moscova, apoi a studiat la Academia Teologică din același oraș, obținând diploma în 2002. În timpul studiilor sale, pe 13 aprilie 1995, a fost tuns în monahism de starețul Mănăstirii Noul Neamț, arhimandritul Dorimedont. A primit numele de Irineu în cinstea Sf. Irineu de Lyon. La 28 mai 1995, episcopul Filaret l-a hirotonit ierodiacon. 
Din 1999 a fost lector la seminarul din Chișinău, continuându-și studiile la distanță. A ținut prelegeri despre teologia de bază, filosofie și liturghie. Între anii 1998 și 2004 a fost și unul dintre misionarii eparhiei și capelanul bisericii St. Andrei în închisoarea din Tighina și din 2000, secretar al Mitropoliei Moldovei. Din 2001 până în 2004 a ținut prelegeri de teologie comparată și fundamentală la școala religioasă din Tighina, iar din 2002 până în 2005, studii religioase la Universitatea din Tiraspol. În 2004 a fost numit egumen. În același an, a plecat la Moscova ca reprezentant oficial al Bisericii ortodoxe moldovenești la Patriarhie. A locuit în Mănăstirea Novospasski, unde a fost și conducătorul școlii de duminică (2010-2011).
În 2009 a obținut titlul academic de candidat în științe teologice. La 5 octombrie 2011 a fost ales episcop de Orsk și Gai, în același an a fost ridicat în rang de arhimandrit. Hirotonia sa episcopală a avut loc la Mănăstirea Pokrovski din Moscova cu participarea patriarhului Chiril I și altor oficiali.